# 圣本笃堂 (威尼斯)
圣本笃堂（義大利語：Chiesa di San Benedetto）是一座罗马天主教教堂，位于意大利威尼斯圣马可区圣本笃广场（Campo San Benedetto），建于11世纪，1685年重建。
堂内有乔凡尼·巴蒂斯塔·提埃坡罗等人的作品。

钟楼
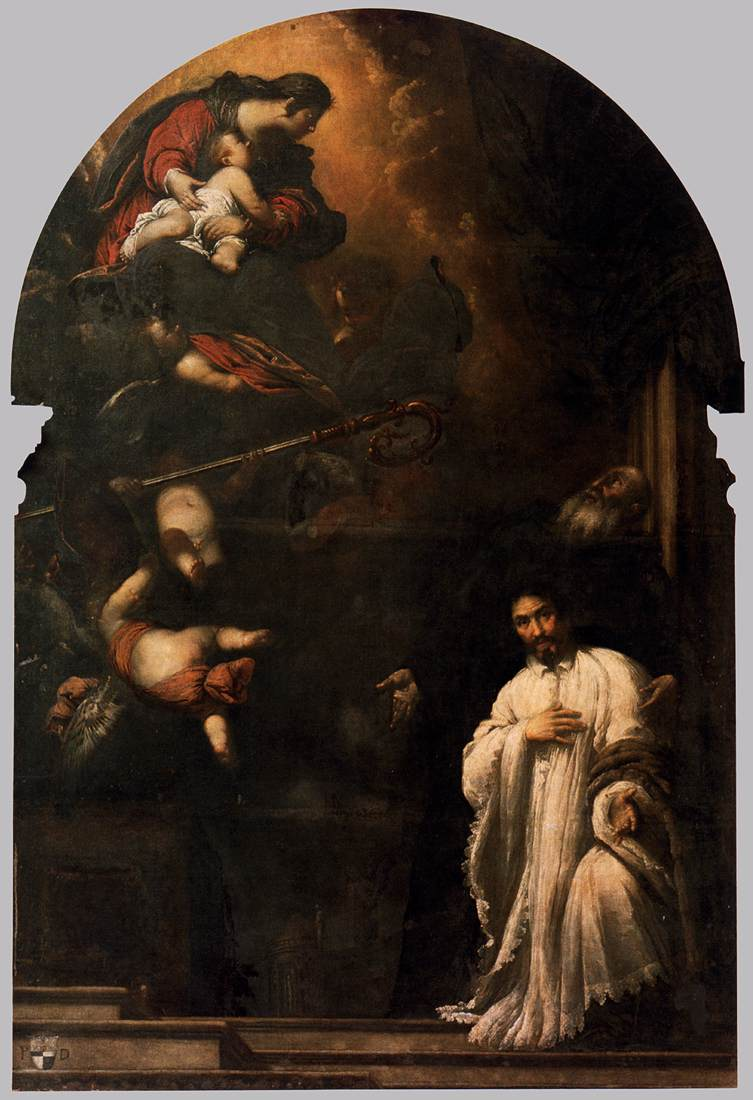